# Legé
Legé – miejscowość i gmina we Francji, w regionie Kraj Loary, w departamencie Loara Atlantycka.
Według danych na rok 2010 gminę zamieszkiwało 4290 osób, a gęstość zaludnienia wynosiła 67 osób/km².